# Iochroma tupayachianum
Iochroma tupayachianum är en potatisväxtart som beskrevs av S.Leiva. Iochroma tupayachianum ingår i släktet Iochroma och familjen potatisväxter. Inga underarter finns listade i Catalogue of Life.